# Piazza di Spagna
La Piazza di Spagna (nom italià), anomenada de vegades en català plaça d'Espanya, és una de les places més famoses de Roma. Pren el nom del Palau d'Espanya, seu de l'ambaixada espanyola davant la Santa Seu i davant l'Ordre de Malta. A la plaça destaquen la coneguda escalinata que puja fins a l'església de Trinità dei Monti i la barroca font de la Barcaza.

## La plaça
La plaça es troba a la cruïlla dels carrers Via del Babuino (que porta a Piazza del Popolo ) des del nord, per l'oest la Via del Condotti i pel sud la Via dei due Macelli i la Via della Propaganda, just al centre podem trobar la famosa Font de la Barcassa ( Fontana della Barcaccia ), del barroc primerenc, esculpida per Pietro Bernini i el seu fill, el cèlebre Gian Lorenzo Bernini. Al sud de la font, es troba la columna de la Immaculada Concepció, dogma catòlic amb especial difusió entre els catòlics espanyols.
A la cantonada dreta de l'escalinata es troba la casa del poeta anglès John Keats, que va viure i va morir al lloc el 1821. Avui és un museu dedicat a ell i al seu amic Percy Bysshe Shelley, totes dues figures del Romanticisme anglès.
A la part nord de la plaça, a l'esquerra de l'escalinata, hi ha l'estació de metro Spagna, de la línia A, que pren el nom de la plaça.
Proper a aquesta plaça es troba la Via Condotti molt coneguda a Roma per les seves botigues exclusives.

## L'escalinata
La monumental escalinata de 135 esglaons va ser inaugurada pel papa Benet XIII en ocasió del jubileu de 1725; la construcció es va dur a terme gràcies a aportacions de la Casa dels Borbons francesos de 1721-1725 per connectar l'ambaixada espanyola (borbònica), per això el nom de la plaça, amb l'església de Trinità dei Monti.
La van dissenyar Alessandro Specchi i Francesco De Sanctis, després de moltes discussions sobre com salvar el desnivell del costat del Pincio, havia de ser urbanitzat per connectar-lo a l'església. Finalment es va triar la gran escalinata decorada amb nombroses terrasses-jardí, que són adornades a la primavera i l'estiu amb diverses varietats florals. L'escalinata es va restaurar el 1995.

## Ambaixada d'Espanya davant de la Santa Seu i l'Ordre de Malta
L'Ambaixada d'Espanya davant la Santa Seu es troba al palau d'Espanya o al palau Monaldeschi, ubicat en aquesta plaça. Aquest edifici fa aquesta funció des de l'any 1647. A més, exerceix d'ambaixada davant l'Orde de Malta i també davant les Obres Pies dels Establiments Espanyols a Itàlia. Es tracta, segons molts indiquen, de la més antiga ambaixada permanent d'un estat davant l'altre.
Hi ha una altra ambaixada espanyola a Roma, situada a la planta primera del Palau Borghese, la qual exerceix en aquest cas la representació diplomàtica i consular espanyola davant Itàlia i la República de San Marino.

## Fontana della Barcaccia
La Fontana della Barcaccia, en català «font de la barcassa», és una cèlebre escultura situada als peus de l'escalinata, obra de Pietro Bernini que deu el seu nom a la seva semblança amb un vaixell naufragat.
L'obra es va finalitzar l'any 1627, segons es diu inspirada per l'arribada a la plaça d'un vaixell a la inundació del Tíber el 1598. L'anècdota serviria perquè el papa Urbà VIII n'encarregués la realització a Pietro Bernini, ajudat del fill que més tard el sobrepassarà en fama i tècnica, Gian Lorenzo Bernini.
Els Bernini haurien de superar algunes dificultats tècniques, degudes a la baixa pressió amb què l'aigua de l'aqüeducte dell'acqua Vergine circulava en aquest punt concret.
Atès que no era possible habilitar aixetes o petites cascades, es va construir un vas lleugerament més baix al nivell del sòl envoltant la barca, de la popa i proa de la qual emergeixen petits corrents d'aigua potable.
Completen la Barcaccia, elements decoratius amb forma de sols i abelles, símbols de la família papal, els Barberini. A més té unes sortides d'aigua de la mateixa barca, a la popa i la proa. El seu nom es pren de la semblança que té amb un vaixell naufragat. La font sol estar envoltada de gent asseguda o fent-ne fotos.
D'altra banda trobem l'original font de la Barcaccia de Bernini.

## Galeria d'imatges

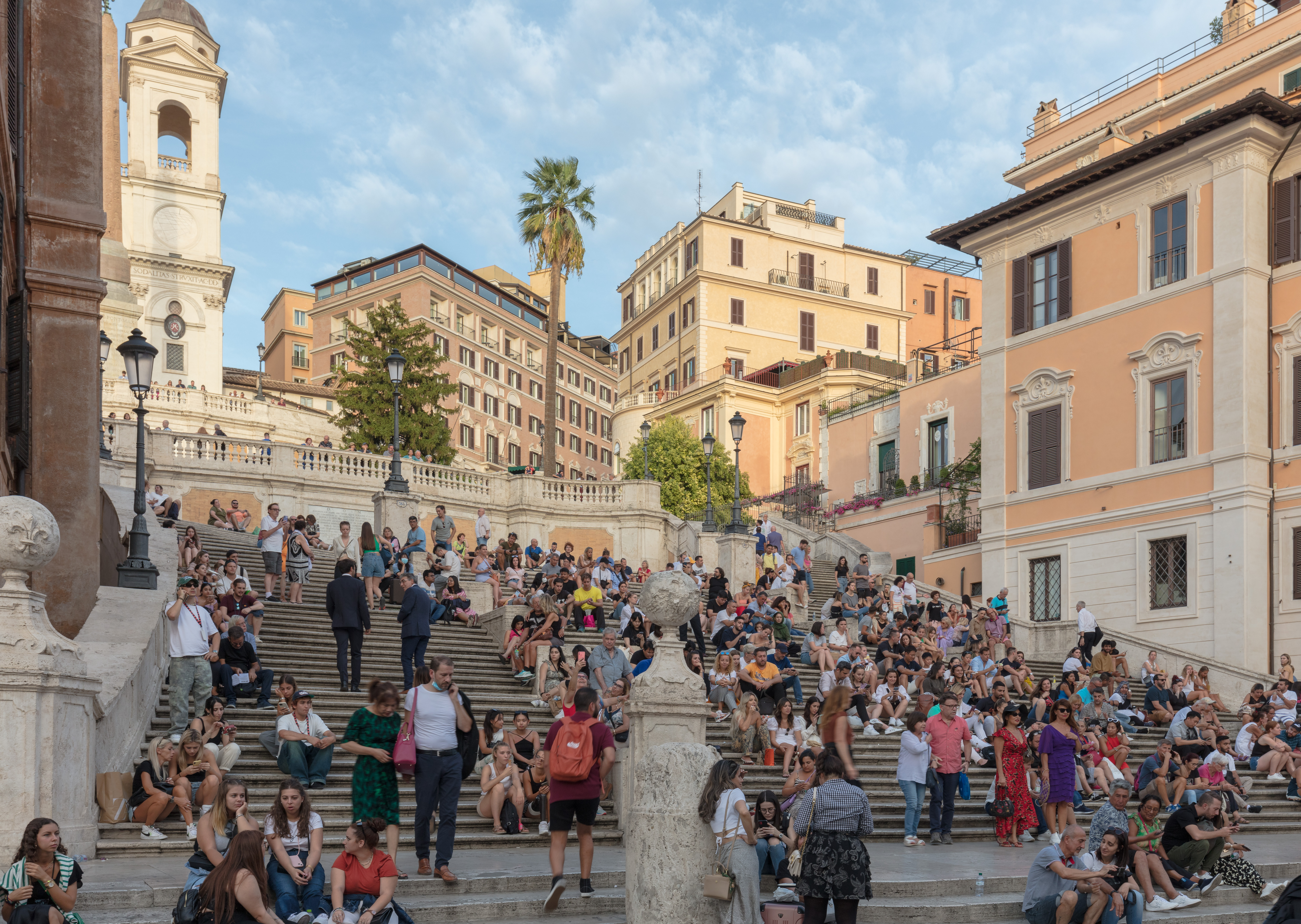
L'escalinata.
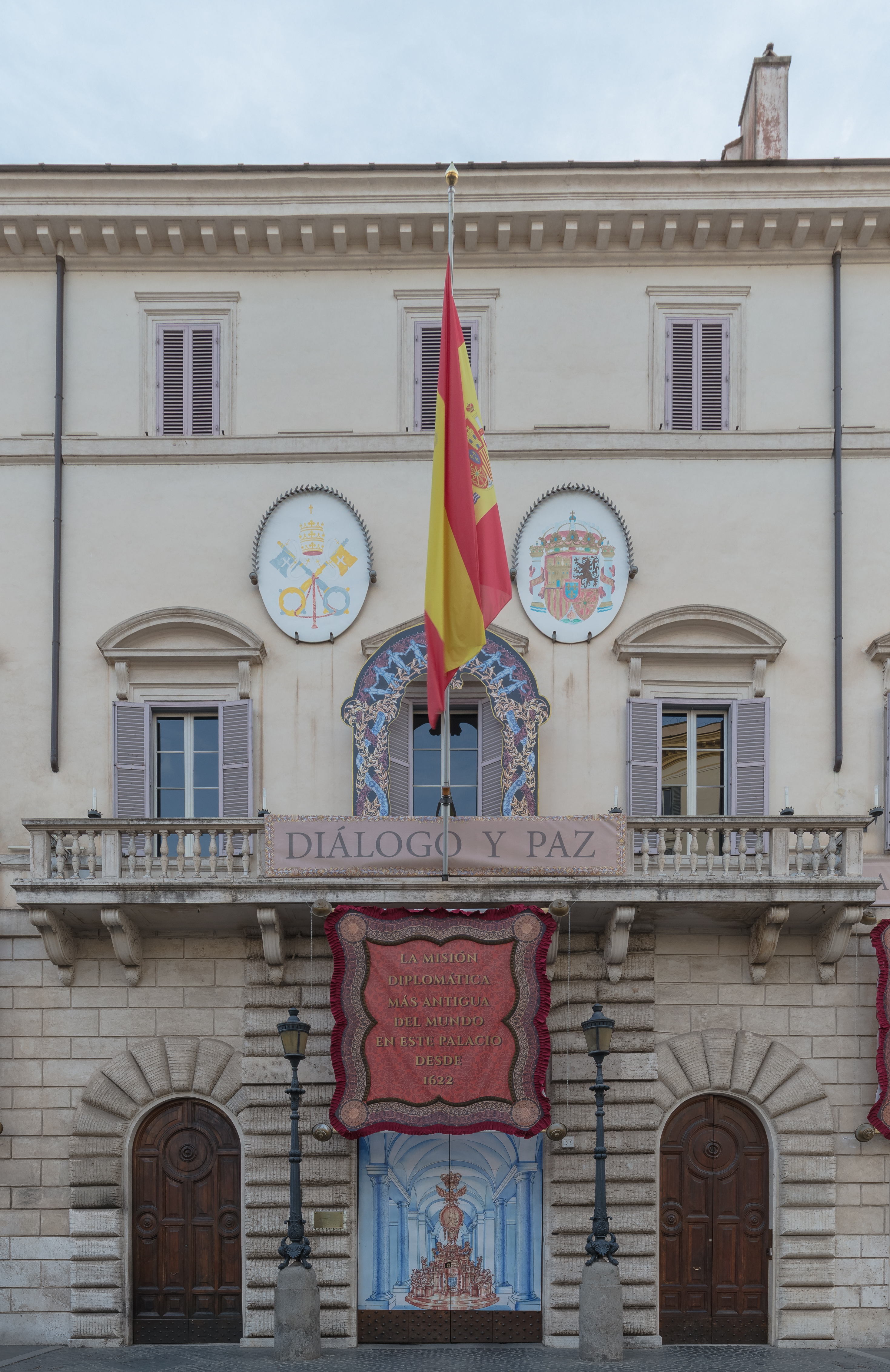
Ambaixada d'Espanyadavant laSanta Seu, que es troba a la plaça d'Espanya.
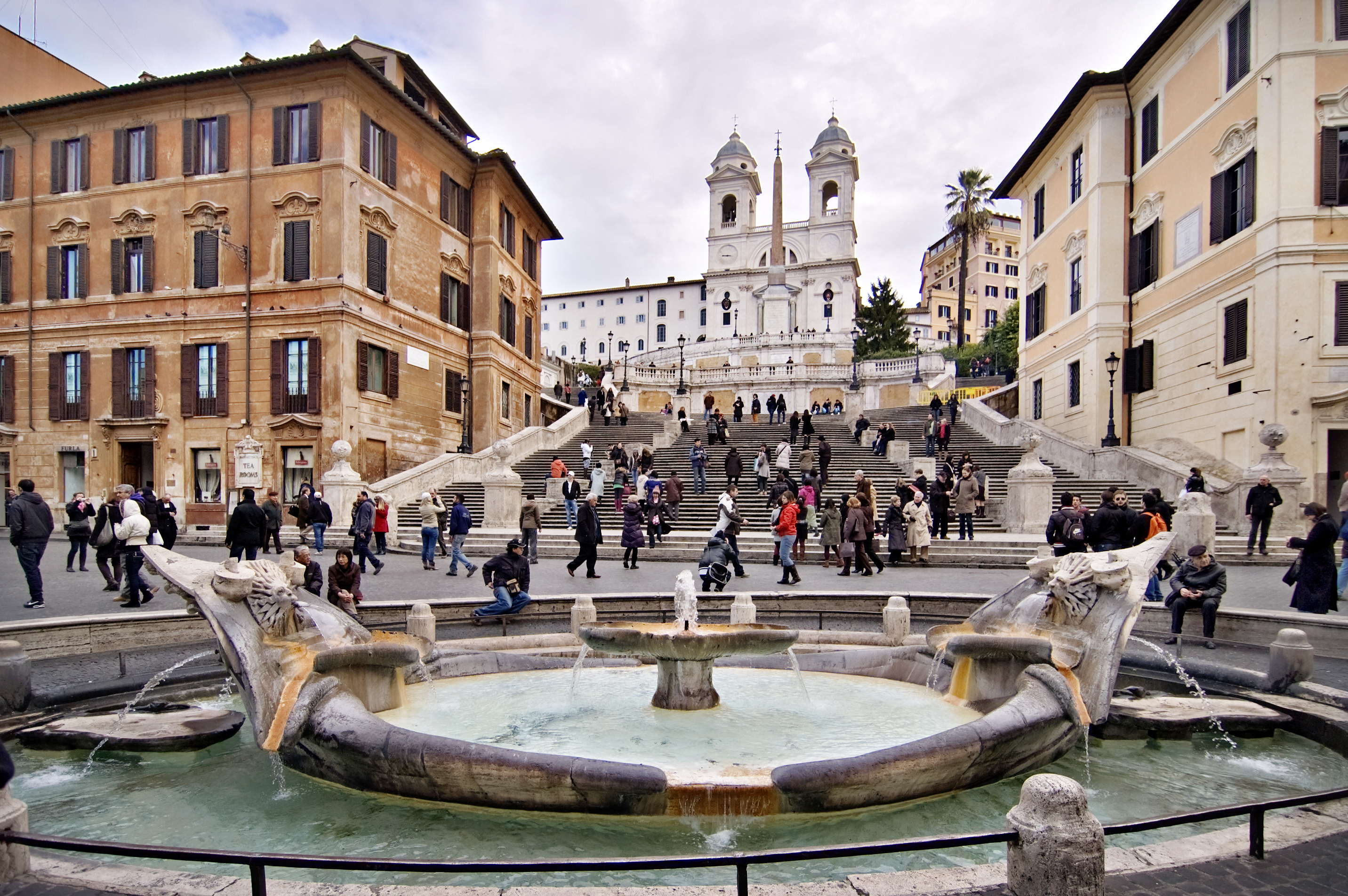
La Barcàcia i l'escalinata de l'església de Trinità del Monti.
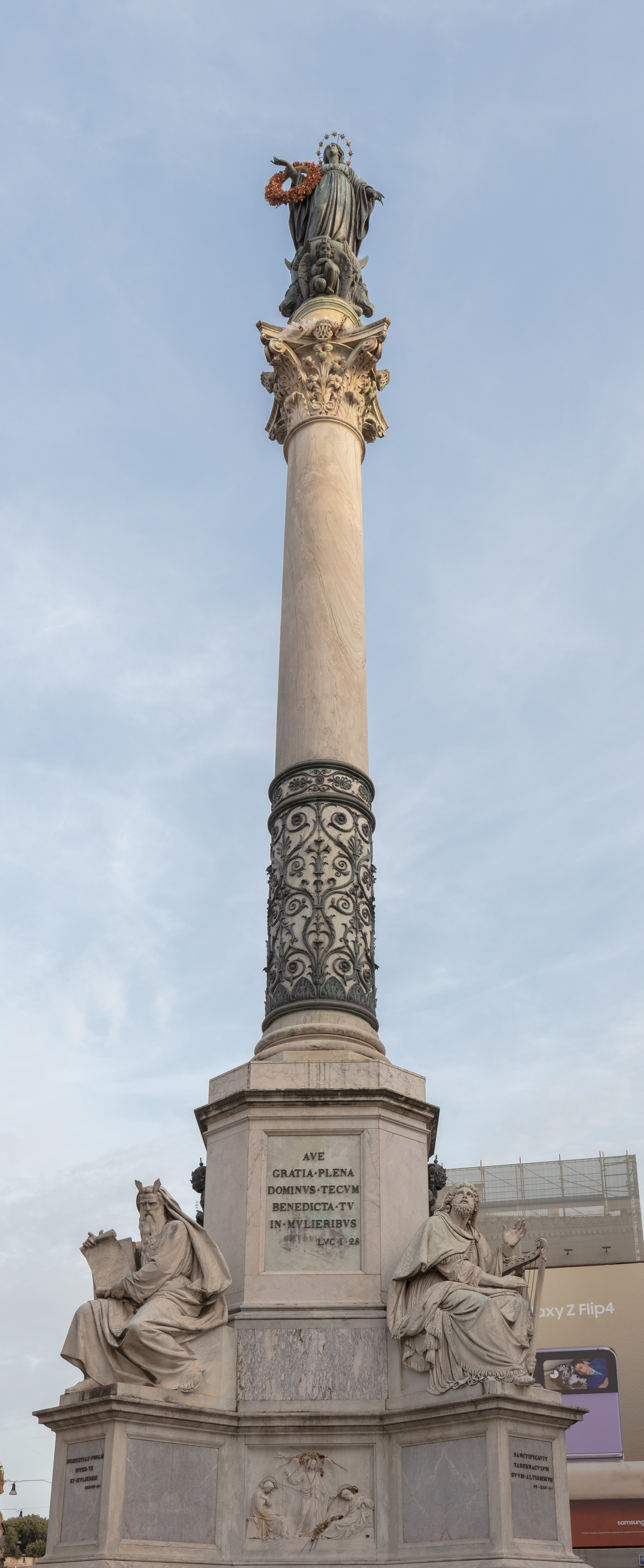
Columna de la Immaculada.